# Джек Харкнесс
Капитан Джек Харкнесс (англ. Captain Jack Harkness) — персонаж британского научно-фантастического телесериала «Доктор Кто» и его спин-оффа «Торчвуд». Харкнесс в исполнении Джона Барроумена впервые появился в эпизоде «Пустой ребёнок» сериала «Доктор Кто» в 2005 году и стал компаньоном девятого Доктора. В 2006 году Джек появился в качестве героя сериала «Торчвуд», став третьим персонажем «Доктора Кто», получившим собственный спин-офф. Он продолжал периодически появляться в «Докторе Кто» в 2007—2008 годах вместе с десятой инкарнацией Доктора, а также в специальных выпусках в 2009 и 2021 годах.
Впервые в сериале Джек появляется в качестве путешественника во времени из LI века. В результате его смерти и воскрешения в финале первого сезона возобновлённого в 2005 году «Доктора Кто», Джек становится абсолютно бессмертным. На Земле он становится членом вымышленного института «Торчвуд-3», занимающегося предотвращением инопланетных угроз, а спустя сто лет — его руководителем.
Джек — первый открыто пансексуальный спутник Доктора в истории сериала. Популярность персонажа непосредственно оказала влияние на создание «Торчвуда»; он принёс известность актёру Джону Барроумену и стал образцом для подражания молодых геев и бисексуалов Великобритании. Помимо сериалов, Джек Харкнесс появился в нескольких книгах и комиксах по мотивам «Доктора Кто» и «Торчвуда» и был выпущен в виде коллекционных фигурок, а Барроумен за свою роль был номинирован на несколько наград.

## Появления
Биография персонажа описана согласно хронологии сериалов «Доктор Кто» и «Торчвуд».

### Телевидение
Джек Харкнесс впервые появился на телевидении в эпизоде «Пустой ребёнок» телесериала «Доктор Кто» в 2005 году. Девятый Доктор (Кристофер Экклстон) и его спутница Роза Тайлер (Билли Пайпер) встретили Джека во время лондонского блица в 1941 году. Хотя Джек представился как Group Captain (аналог российского полковника ВВС) и выдавал себя за офицера королевских военно-воздушных сил, на самом деле он оказался бывшим сотрудником Временного агентства из LI века, покинувшим организацию после необъяснимой амнезии, вычеркнувшей из его памяти два года жизни. В его распоряжении находится собственный корабль, он пользуется психобумагой, такой же, как у Доктора, звуковым бластером, по принципу действия схожим со звуковой отвёрткой, а также портативным телепортом и манипулятором временной воронки, который не снимая носит на запястье. Ставший мошенником Джек оказался ответственным за заражение лондонцев наногенами в 1941 году. Доктор и Роза занимались поисками неизвестного инопланетного цилиндра; Джек, считая, что цилиндр является пустым медицинским кораблём расы инопланетян Чула, не догадывался, что внутри него находятся миллиарды наногенов. Он намеревался провернуть обычную для себя схему — заинтересовать космическим мусором кого-нибудь из агентов времени, договориться о сделке и сбежать с деньгами прежде, чем покупатель поймёт, что товар ничего не стоит. Джек теряет свой корабль, телепортировав немецкую бомбу на борт, и чуть не погибает сам, но Доктор спасает Джека на ТАРДИС и делает его новым членом команды. Путешествуя с Доктором, Джек становися настоящим героем и во время своего последнего появления в сезоне, руководя обороной на игровой станции Спутника 5, жертвует собой в битве с далеками. Его воскрешает Роза, впитавшая временной вихрь ТАРДИС, что делает Джека абсолютно бессмертным. Тем временем Доктор и Роза улетают, бросая его на Спутнике 5.
Харкнесс вернулся в 2006 году в качестве главного героя телесериала «Торчвуд», спин-оффа «Доктора Кто», где он является лидером института «Торчвуд-3» в Кардиффе, занимающегося предотвращением инопланетных угроз и мониторингом пространственно-временного разлома, на котором стоит город. В сравнении с событиями в «Докторе Кто» Джек изменился как личность. За годы, проведённые в ожидании воссоединения с Доктором, Джек стал лидером института и в начале описываемых в сериале событий принимает в команду новичка, констебля полиции Гвен Купер (Ив Майлс). Несмотря на намёки на романтические чувства между ними, у Гвен есть молодой человек, а Джек начинает встречаться с сотрудником института Йанто Джонсом (Гарет Дэвид-Ллойд) . Хотя он работает вместе с коллегами в течение нескольких лет, те практически ничего не знают о его биографии. Спустя несколько серий они узнают, что Джек не может умереть, а также что за свою жизнь он был военнопленным, а позже — следователем, пытавшим заключённых. В финальной серии первого сезона, «Конец дней», Джек слышит звук материализующейся ТАРДИС, что означает возвращение Доктора, которого он ждал десятки лет. Никого не предупредив, он отправляется с ним, прихватив отрубленную руку Доктора, которую хранил в память о нём. Дальнейшие события происходят в серии «Утопия» сериала «Доктор Кто», вышедшей на экраны в 2007 году. Джек рассказывает десятому Доктору (Дэвид Теннант) и его спутнице Марте Джонс (Фрима Аджимен), что он вернулся со Спутника 5 на Землю при помощи манипулятора временной воронки. Планируя попасть в XX век, где, вероятнее всего, мог бы появиться Доктор, он промахнулся и оказался в 1869 году. Манипулятор сгорел и с тех пор Джек ждёт возвращения Доктора, зная, что рано или поздно тот появится в Кардиффе для «дозаправки» ТАРДИС, так как город стоит на пространственно-временном разломе. Доктор оказался в курсе, что Джек бессмертен, и признался, что знал это с тех самых пор, как бросил его на Спутнике 5. Доктор, Джек и Марта были захвачены возродившимся Мастером (Джон Симм). Проведя год в созданной Мастером альтернативной временной линии, Джек решает вернуться в Торчвуд. Перед уходом он вспоминает своё детство на полуострове Боушен в LI веке и размышляет о своём бессмертии. Оказывается, он был самым первым, кого приняли в агентство времени, дав ему кличку «лицо бо» с намёком на то, что в будущем он может стать таинственным Лицом Бо, с которым Доктор трижды встречался в далёком будущем.
Вернувшись в Торчвуд во втором сезоне, Харкнесс обнаруживает, что команда продолжала работать в его отсутствие под руководством Гвен Купер. Сотрудники становятся более настойчивыми в попытках узнать о его прошлом, особенно когда появляется капитан Джон Харт (Джеймс Марстерс) — бывший друг и любовник Джека. Эпизод «Адам» раскрывает детали детства Джека на полуострове Боушен; он вспоминает смерть своего отца Франклина (Деметри Горитас) и пропажу брата Грея (Итан Брук) во время инопланетного вторжения. После свадьбы Гвен Джек рассматривает старые фотографии времён Второй мировой, которые дают понять, что когда-то он был женат. В предпоследнем эпизоде сезона «Фрагменты» показано, как он попал на Землю в 1896 году. Тогдашние агенты Торчвуда следили за ним, пытаясь узнать, кто он и как связан с Доктором, а позже привлекли его в организацию в качестве внештатного агента. Спустя десятки лет, в ночь на 1 января 2000 года, он становится лидером Торчвуда-3 после того, как его предшественник, испугавшись наступления XXI века, кончает жизнь самоубийством. В последней серии сезона возвращается Джон Харт, а также брат Джека, Грей (Лахлан Найбоер), выживший после нападения инопланетян много лет назад. Грей велит Джону похоронить Джека заживо в прошлом, что Джон и делает, но перед этим он успевает кинуть Джеку в могилу кольцо с локационным маяком. По передаваемому сигналу Джека находят сотрудники Торчвуда-3 в 1901 году, и он уговаривает их заморозить его с тем, чтобы он очнулся в 2008, пересёкши собственную временную линию. Разморозившись в своём времени и сумев наладить отношения с Джоном, Джек вынужден заморозить Грея после того, как тот убивает двух его коллег — Тошико Сато (Наоко Мори) и Оуэна Харпера (Бёрн Горман). Впоследствии Джек вместе с Йанто и Гвен появляется в финале 4 сезона «Доктора Кто» «Украденная Земля»/ «Конец путешествия». Они помогают Доктору в борьбе с Давросом и далеками.
Третий сезон «Торчвуда» представляет собой телефильм из пяти шестидесятиминутных серий под названием «Дети Земли». На Землю прибывает инопланетная раса под условным названием 456. Госслужащий Джон Фробишер отдаёт приказ уничтожить сотрудников «Торчвуда-3» с целью убрать их с дороги и скрыть государственный заговор. Флэшбеки показывают, что в 1965 году правительство поручило Джеку и ещё нескольким военным отдать 456 двенадцать детей. Все попытки убить Джека оборачиваются неудачей: он восстанавливается, даже будучи разорванным на куски после взрыва вшитой внутрь него бомбы. Гвен и Йанто удаётся сбежать и позже спасти Джека, которого приковали и залили бетоном. Впервые появляется дочь Джека, Алисия (Люси Коху), и внук Стивен (Бир Маккайсланд), который считает Джека своим дядей. Чтобы оказать давление на Джека, его родственников помещают под стражу. 456 требуют отдать им 10 % детей планеты. Хотя Джек и передал им двенадцать детей в 1965 году, он отказывается подчиниться их требованиям. Инопланетяне распыляют в здании смертельный вирус, от которого Йанто умирает на руках у Джека. Чтобы смодулировать сигнал, необходимый для уничтожения 456, Джек жертвует своим внуком. Спустя полгода, потеряв возлюбленного, внука и дочь, которая после случившегося отвернулась от него, он решает, что не может оставаться на Земле, телепортируется на космический корабль и покидает планету в неизвестном направлении. Он появляется в финальной серии четвёртого сезона возобновлённого в 2005 году «Доктора Кто», «Конец времени», когда десятый Доктор, будучи смертельно ранен, навещает своих бывших соратников перед предстоящей регенерацией. Он находит Джека в инопланетном баре и передаёт записку с именем сидящего рядом члена экипажа «Титаника» Алонсо Фрейма (Рассел Тови). Джек знакомится с ним, что намекает на дальнейшее продолжение их отношений.
В четвёртом сезоне «Торчвуда», «День чуда», вышедшем в том же формате многосерийного фильма, что и третий сезон, «Торчвуд-3» официально перестал функционировать. Джек возвращается на Землю, чтобы заняться расследованием странного явления: на всей планете перестали умирать люди, а сам он, напротив, стал смертным. День, когда прекратились смерти, получил название «День чуда». Джек находит Гвен, которая скрывается вместе с мужем и ребёнком. Заинтересовавшийся Торчвудом агент ЦРУ Рекс Мэтисон (Мекхи Файфер) экстрадирует Гвен и Джека в США, однако позже, когда узнаёт, что ЦРУ его подставило, объединяется с ними и своей коллегой Эстер Драммонд (Алекса Хэвинс). В эпизоде «Бессмертные грехи» Джек вспоминает об отношениях с итальянским вором Анджело Коласанто (Даниэле Фавили) в 1926—1928 годах в Нью-Йорке. Когда тот узнаёт, что Джек бессмертен, он и группа местных жителей подвергают его пыткам, во время которых берут его кровь. Спустя 90 лет Оливия (Нана Виситор), внучка Анджело, рассказывает Джеку, что за всем стоят потомки трёх местных семей, которые в 20-х хотели «купить» Джека и использовать его бессмертную кровь в сочетании с неизвестной технологией, условно именуемой «благословением». Команда выслеживает семьи и определяет местонахождение «благословения», которое оказалось «живым» разломом неизвестного происхождения, простирающимся через центр Земли от Шанхая до Буэнос-Айреса и способным оказывать влияние на морфические поля планеты. Кровь Джека «изменила настройки» морфических полей, что стало причиной, по которой люди перестали умирать. Чтобы обратить процесс, необходимо с обеих сторон «дать» разлому кровь смертного, единственным из которых на Земле является Джек, а также Рекс, который перелил себе его кровь. Оба должны умереть; Гвен в Шанхае убивает Джека выстрелом в грудь, а Рекс, находясь в Буэнос-Айресе, «отдаёт» свою кровь через открытые раны на своем теле. Рекс выживает и морфические поля восстанавливаются. В последний момент Джек приходит в себя, а его раны заживают. В финальной сцене Рекс погибает от пули в грудь, но приходит в себя и обнаруживает, что приобрёл такую же способность к самовосстановлению, как у Джека.
В серии «День Доктора» стало известно, что перед одной из своих смертей Джек завещал манипулятор временной воронки организации UNIT.
Джек Харкнесс вновь появился после долгого отсутствия в сериале в 5-й серии 12-го сезона «Беглец джудунов», где встретился со спутниками Тринадцатого Доктора. Джек узнал, что Доктор регенерировал в женщину и попросил передать ей, что нужно остерегаться одинокого Киберчеловека. А также что он с Доктором ещё увидятся, может и не скоро, но когда ей будет нужно — он придёт.

### Литература

Комиксный вариант капитана Джека с обложки Captain Jack and the Selkie #1

#### Аудиокниги
В дополнение к печатным изданиям, Джек Харкнесс стал персонажем нескольких аудиокниг. Первому сезону «Торчвуда» соответствует четвёртая по счёту книга, Hidden, написанная Стивеном Сэвилом. Предыдущие три являются аудио-версиями бумажных книг; пятая, Everyone Says Hello, написанная Дэном Абнеттом, была выпущена в феврале 2008 года; шестая, In the Shadows Джозефа Лидстера, и седьмая, The Sin Eaters авторства Брайана Минчина, вышли в сентябре 2008 года. Все книги были прочитаны актёрами, сыгравшими главные роли в «Торчвуде». Джозеф Лидстер также стал автором радиоспектакля Lost Souls, который транслировался BBC Radio 1 летом 2008 года. Из актёров «Торчвуда» в озвучивании приняли участие Джон Барроумен, Гарет Дэвид-Ллойд, Ив Майлс и Фрима Аджимен. Действие происходит после событий третьего сезона; Джек и его коллеги впервые работают за границей в швейцарской исследовательской организации CERN. Спектакль вышел в рамках празднования юбилея работы Большого адронного коллайдера. Сюжет спецвыпуска сосредоточен вокруг включения коллайдера и реализации сценария, который может привести к концу света, а также на переживаниях команды после недавней смерти Тошико и Оуэна. В период с 1 по 3 июля в эфире BBC Radio 4 вышло ещё три радиоспектакля. Действие The Afternoon Play происходит между вторым и третьим сезонами; в Golden Age появляется бывшая любовница Джека, герцогиня Элеонора, руководитель индийского отделения «Торчвуда», с которой Джек расстался в 1924 году; в третьем, The Dead Line, появляется ещё одна экс-подруга Джека, Стелла Кортни.
The Lost Files , аудио-сериал 2011 года, сюжетно связан с «Днём чуда». Действие серий «The Devil and Miss Carew» и «Submission» происходит в тот же период, что и предыдущих аудио-спектаклей; события «House of the Dead» разворачиваются спустя 6 месяцев после смерти Йанто. Джек посещает Дом мёртвых, чтобы связаться с Йанто, который не осознаёт, что мёртв. Джек и Йанто прощаются и впервые признаются друг другу в любви. Джек, возвращаясь в мир живых, пытается забрать с собой Йанто, но тот остаётся, чтобы навсегда закрыть кардиффский пространственно-временной разлом.

### Онлайн-форматы
Когда на телевидении шёл первый сезон «Торчвуда», на официальном веб-сайте сериала излагались некоторые приключения капитана Джека в формате игры в альтернативной реальности, представляющей собой подборки сетевой литературы, вымышленных дневников, газет, отрывков конфиденциальных писем и мгновенных сообщений, которыми обменивались между собой сотрудники «Торчвуда-3». Согласно сценарию Джемса Гросса, материалы веб-сайта «проливают свет на предысторию Джека в годы, которые он работал на „Торчвуд“». Для второго сезона в 2008 году вторая интерактивная онлайн-игра была разработана сценаристом Филом Фордом. Помимо этого, с 2006 года на сайте присутствует информация о неизвестных ранее путешествиях Джека. Сайт «Торчвуда» американского отделения BBC содержит раздел «Блог капитана», в котором публикуются комментарии Джека к событиям каждого эпизода. The Torchwood Archives Джерри Рассела включает в себя большую часть всех онлайн-материалов первых двух сезонов, включая американский «Блог капитана». Во время четвёртого сезона «Доктора Кто» на сайте BBC начал функционировать раздел «Материалы капитана Джека о чудовищах», где Джон Барроумен в образе своего персонажа посредством видеострансляции еженедельно рассказывает собранные «Торчвудом-3» факты о инопланетных существах сериала «Доктор Кто». Рождественский выпуск с Барроуменом в роли Джека, а также добавленное издание о киберлюдях были выпущены вместе с серией «Следующий Доктор» 25 декабря 2008 года. По мнению доктора Фионы Хобден, жанр «мокьюментари», в котором сняты выпуски, добавляет «дополнительную изюминку» взаимодействию между историей и вымыслом. Капитан Джек рассказывает «историю, разворачивающуюся в лучших традициях современного документального кино, документальных исторических реконструкций». В пятом сезоне Харкнесса заменила Ривер Сонг (Алекс Кингстон).

## Идея и создание

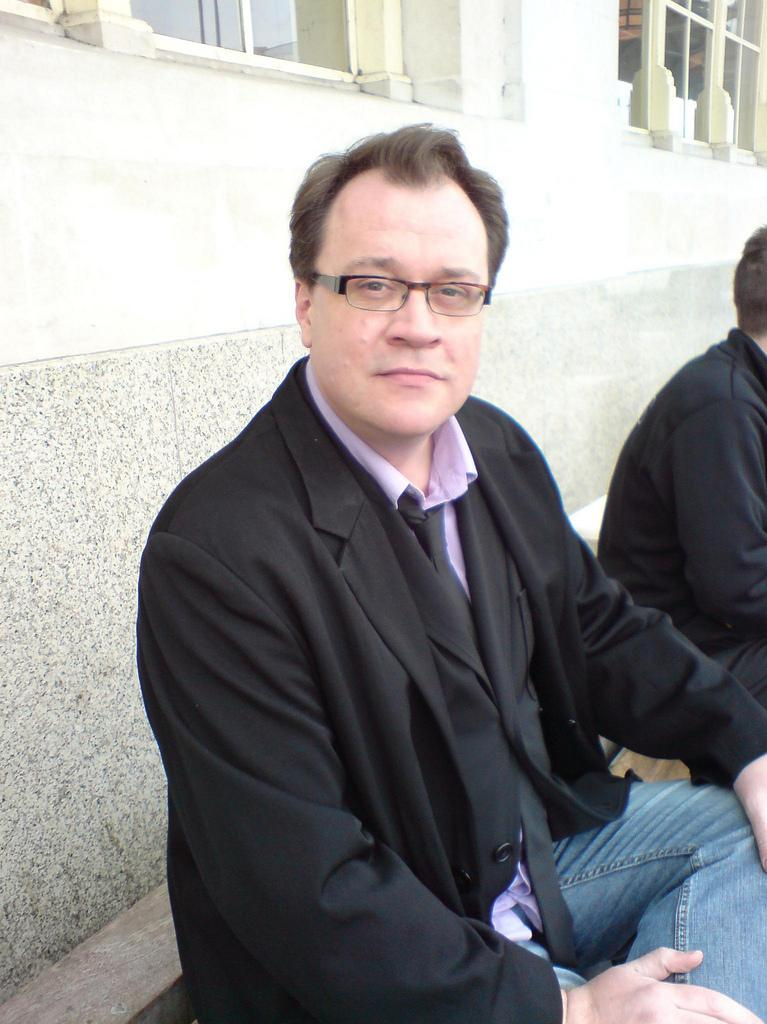
Сценарист «Доктора Кто» и «Торчвуда» Расселл Ти Дейвис, ставший автором персонажа капитана Джека

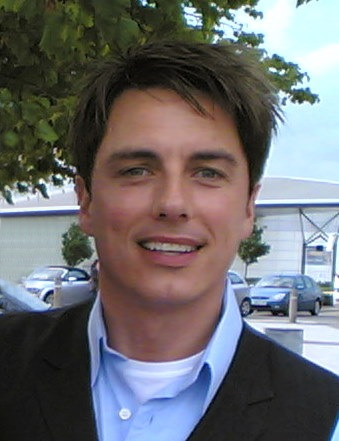
Образ Джека Харкнесса во многом создан специально для актёра Джона Барроумена, который и исполняет его роль в сериалах

Исполнительный продюсер и главный сценарист Расселл Ти Дейвис заимствовал фамилию Джека у персонажа Marvel Comics Агаты Харкнесс, которую он уже использовал ранее для героев сериалов Century Falls и The Grand. По словам Дэвиса, повторное использование имён (например, Тайлер, Смит, Харпер, Харкнесс и Джонс) не является предосудительным: «они доступны любому, кто хочет, и я их с удовольствием использую». Изначально Дэвис планировал дать персонажу имя Джекс (англ. Jax), но от него было решено отказаться из-за сходства с другими именами и названиями расширенной вселенной «Доктора Кто». Позже Джек пользовался псевдонимом Джекс во время Второй мировой войны. По задумке, при первом появлении персонажа его моральные ценности должны были предстать в двусмысленном виде, поставив вопрос о его принадлежности ко злой или доброй стороне.
Актёр Джон Барроумэн сам стал одной из ключевых фигур в концепции капитана Джека. Барроумен рассказал, что во время первичного кастинга Дэвис и исполнительный сопродюсер Джули Гарднер сообщили ему, что персонаж был большей часть написан специально для него. На встрече с Дэвисом Барроумен, войдя в образ персонажа, говорил со своим родным шотландским акцентом, а также с американским и английским, подбирая наилучший вариант; Дэвис решил, что американский акцент будет наиболее подходящим. Дэвис искал актёра в амплуа «любимчика женщин», и Бэрроумен «единственный во всей Великобритании, кто мог им стать». Телевизионные критики сравнивали образ капитана Джека, созданный Барроуменом, с голливудским актёром Томом Крузом.
Цель введения персонажа в сюжет — сделать его второстепенным героем и соперником сериального протагониста, Доктора, одновременно проводя параллели человечности Джека с инопланетным происхождением Доктора, хотя оба в чём-то схожи — оба путешествуют во времени, практически бессмертны и скрывают свои настоящие имена. Джон Барроумен описывает своего персонажа вначале как «межгалактического афериста» и «порвавшего с законом агента времени» «своего рода космического ЦРУ» и намекает на нравственную неопределённость из-за «чего-то, сделанного в его прошлом», не зная, «хорошо это или плохо, так как его память была стёрта». Писатель Стивен Джеймс Уокер отмечает найденные им аналогии между капитаном Джеком и вампиром Ангелом, которого в сериалах «Баффи — истребительница вампиров» и «Ангел» сыграл Дэвид Борианаз. Алан Стэнли Блер с сайта SyFy Portal писал, что стремление защищать слабых и знание особых способов (в случае с Джеком — инопланетных технологий) — одна из схожих черт двух персонажей. Джека можно сравнить с персонажем американского сериала «Зена — королева воинов» Зеной (Люси Лоулесс), в отношениях которой со своей близкой подругой Габриэль (Рене О’Коннор) присутствовал лесбийский подтекст. Полина Скибинская, обозреватель ЛГБТ-сайта AfterElton.com, отмечает, что они оба «сложные персонажи», преследуемые ошибками прошлого. Одна статья относится к Джеку как к «непотопляемому» персонажу в стиле капитана Скарлета из британского сериала 1960-х годов Captain Scarlet and the Mysterons. Джек, будучи склонным к применению насильственных средств для достижения целей, контрастирует с Доктором, который является пацифистом. Сайт BBC News, описывая роль Джека в «Докторе Кто», пишет, что он «вписывается в линию, начатую Яном Честертоном и продолженную Гарри Салливаном». В то время, как в классическом «Докторе Кто» спутниками главного героя являлись преимущественно женщины, привлекая тем самым к экранам мужскую половину аудитории, создатели возрождённого сериала ввели Джека в качестве значительного героя, сославшись на необходимость равного количества мужчин и женщин, чтобы современная аудитория «смотрела на красивых мужчин». Это возымело эффект: многие женщины начали смотреть сериал именно из-за Джона Барроумена.
Я хотел, чтобы он нравился детям, я хотел, чтобы он нравился всем, мужчинам, женщинам. Но вначале я хотел, чтобы люди ненавидели его. Я хотел, чтобы все сочли его высокомерным, напористым и слишком уверенным в себе. И я хотел, чтобы они поддержали сюжетную линию с изменениями, которые он пережил в заключительных эпизодах «Доктора Кто»
Джек бисексуален и стал первым негетеросексуальным персонажем «Доктора Кто». Во время его первого появления Доктор предполагает, что ориентация Джека станет нормой в LI веке, когда человечеству придётся жить бок о бок со многими внеземными расами. Однако открытым текстом сексуальная ориентация Джека в сериале ни разу не обозначалась и была показана ситуационно; сам Джек считает, что быть моносексуальным — не для него. Дэвис комментирует процесс создания: «Я подумал: „Пора должным образом ввести бисексуалов на главное телевидение“ с акцентом на создание веселого и сумасбродного Джека в отличие от отрицательных и жутких». Для описания сексуальности героя сценаристами используются термины «пансексуальность» и «общесексуальность». Другой сценарист «Доктора Кто» Стивен Моффат полагает, что вопрос о сексуальной ориентации у самого Джека даже не возникал: «По его мнению, если Джеймс Бонд в будущем будет спать с кем угодно — это нормально». Рецензент сайта Screened.com сравнил Джека Харкнеса с капитаном Джеймсом Кирком из «Звёздного пути». В «Торчвуде» персонаж находит классификацию людей по сексуальной ориентации «привлекательной своей старомодностью». Джон Барроумен в интервью Chicago Tribune рассказал: «Он бисексуален, но в рамках шоу мы назваем его общесексуальным, так как там персонажи вступают в половую связь с инопланетянами, которые принимают человеческий облик, мужчины с мужчинами, женщины с женщинами, во всевозможных сочетаниях». Тот же термин Йанто употребляет к Джеку в книге The House that Jack Built во время разговора об отношениях Джека с женщинами.

## Характеристика

### Развитие персонажа
Джек описывается как «смертельно обаятельный», «красивый и совершенно завораживающий», а также «кокетливый, хитрый, умный и немного сорвиголова». В «Докторе Кто» Джек предстаёт сравнительно беззаботным, однако он меняется в первом сезоне «Торчвуда», становясь более мрачным. Начиная с первых серий «Торчвуда», характер Джека формируют его постоянный поиск Доктора, а также его роль лидера группы. Находясь в Торчвуде, Джек периодически задаётся вопросами загробной жизни и религии и сочувствует желанию человека умереть, зная, что сам лишён этой возможности. Во втором сезоне и во время следующего появления в «Докторе Кто» к Джеку возвращается его легкомыслие. В третьем сезоне публике приоткрывается «тёмная сторона» персонажа, а также «секреты Джека, его проблемы, трагические события и груз прошлого, которые он несёт на своих плечах».
Автор нескольких книг, блогер и новостной обозреватель Линнет Портер охарактеризовала Джека в рамках парадигмы, предлагаемой в книге The Hero, A Study in Tradition, Myth and Drama британского солдата и исследователя Фицроя Сомерсета, 4-го барона Раглана, выпущенной в 1936 году и рассматривающей образ героя в художественной литературе. Так как Джек бессмертен и, будучи убитым любым способом, всё равно возвращается из мёртвых, он не может соответствовать такому критерию идеального героя, вводимому Сомерсетом, как смерть в цвете лет. Однако в биографии Джека присутствуют несколько символических «смертей», к примеру, в последней сцене «Детей Земли». Портер отмечает, что камера и ракурс передали тогдашнее состояние Джека как одинокого человека, покидающего холм в Кардиффе. Эта сцена «ухода навсегда» на фоне города, который долго находился под его защитой, намекает на смерть капитана Джека как личности; Портер описывает это как «бессмертный капитан „умирает“ на холме в Уэльсе в финале „эпического“ мини-сериала». Американский политический блог Daily Kos пишет, что Джек, «безусловно, может быть охарактеризован как байронический герой, трагический образ с ноткой тоски». Д. Тодд Дэвис в своей статье о Джеке рассматривает именно моменты, которые делают Джека схожим с байроническим героем. Он подчёркивает тёмные волосы, поразительную красоту и развитую фигуру Джека; он умён и хорошо это сознает, что выражается в комплексе превосходства; он требует безусловной верности и живёт с чувством вины за своё прошлое. Дэвис ставит Джека в один список с такими персонажами, как Сатана из «Потерянного рая» Джона Мильтона, Прометей из «Освобожденного Прометея» Перси Биши Шелли и Ангел из «Баффи».
В сериале «Торчвуд» реализуется принцип интертекстуальности. Как следствие этого, у создателей Джека есть возможность представлять его в разном свете разным аудиториям. Портер в своей книге Tarnished Heroes высказывает мнение, что это предопределило ключевое место Джека в развитии и изменении современной научной фантастики. Неожиданная популярность персонажа у различных групп зрителей заставила авторов возвращаться в дальнейшем к его образу в качестве традиционного «action hero» и образца для подражания для молодых зрителей. Бэрроумен также отмечает следующее: «Достоинство Капитана Джека и одна из причин, по которой я, как актёр, удачно вписался в роль, состоит в том, что в „Торчвуде“ он популярен у одних зрителей, а в „Докторе Кто“ — у других».

### Нравственная неопределённость
В «Торчвуде» имели место несколько ситуаций, когда Джек не испытывал каких-либо угрызений совести, убивая человека или инопланетянина. Это, вкупе с его образом в «Докторе Кто», представляет Джека не похожим на стандартного главного героя. Бэрроумэн комментирует: «Он будет делать то, что не сделает Доктор, например, в бою. Джека убьют и Доктор знает это и позволяет Джеку это сделать. Я бы сказал, что Джек — это напарник-герой». В третьем сезоне сериала, Джек вспоминает, как пожертвовал инопланетянам двенадцать детей-сирот, чтобы спасти миллионы жизней. Дейвис считает, что третий сезон «Торчвуда» это «история о возмездии и, возможно, искуплении» для капитана Джека, который переживает свою наибольшую потерю, когда его возлюбленный, Йанто, погибает. Джек был травмирован настолько, что согласился принести в жертву собственного внука с целью уничтожить инопланетян.
Во время воссоединения с Доктором в 2007 году, он был за то, чтобы убить Мастера, но был остановлен Доктором. Став свидетелем убийства Оуэна, своего коллеги по Торчвуду, Джек в качестве отмщения спустя несколько секунд стреляет убийце в голову. В то же время, когда Доктор ругает Джека за то, что он присоединился к Торчвуду, считая институт агрессивной организацией и зная, что изначально он был создан для противостояния Доктору, Джек объясняет, что с его приходом к руководству, институт перестал считать Доктора врагом и он восстановил его доброе имя. Джек и сам не был доволен принципами, которыми руководствовались сотрудники Торчвуда XIX века. Актёр Гаррет Дэвид-Ллойд описывает тогдашний Торчвуд как «совершенно безжалостную и довольно злую» организацию, противоположную Джеку и Доктору. При помощи Джека, точка зрения которого дополнена его опытом на других планетах и в других временных отрезках, организация выросла, став шовинистической. В одной из статей авторства Робина Редмонда Райта сериал «Торчвуд» сравнивался с американским сериалом «24 часа». Райт высказал мнение, что позиция Джека сделала сериал абсолютно противоположным «24». Джек рассматривает «сложность взаимодействия различных мировоззренческих позиций, культурных ценностей и моральных кодексов» сквозь рамки, установленные Доктором — «значения жизни, поддержки принципов демократии и эгалитаризма и защиты тех, кто не может защитить себя». «Мир Торчвуда» не показывает разделение на «своих» и «других», как Джека Бауэра, протагониста «24», а является «общеполитическим, общесексуальным и общекультурным миром Джека Харкнесса». Однако Линнет Портер считает, что Джек, как и Бауэр, спасая мир, пользуется той же моралью, не относя ни одну из сторон к злой или доброй, что и случилось в эпизоде «Спящая», когда Джек практически пытал ничего не подозревающую девушку, оказавшуюся инопланетным агентом.
Портер убеждена, что герои научной фантастики «со временем посерели» и Джек на момент «Детей Земли» представляет собой кульминацию этого тренда, за которой следует полное «вырождение/разрушение традиционного героя». В «Детях Земли» Джек жертвует собственным внуком, чтобы спасти планету. Бэрроумен был обеспокоен тем, что это понизит популярность его персонажа. Он комментирует решение, принятое Джеком: «Когда я прочёл весь материал, я должен был посмотреть на него с точки зрения „Я Джек Харкнесс и я прав“». Для Линнет Портер поступок Джека в сериале сделал его эталоном нравственно неопределившегося героя, в то время как некоторые находят его решение совершенно чудовщиным. Хотя Джек, в конечном итоге, спасает большинство детей во всём мире и находит способ помешать 456 исполнить свой план, ситуация, в которой он оказывается, заставляет его принимать в нравственном отношении трудное (а для некоторых и предосудительное) решение. Расселл Дейвис в интервью журналу SFX заявил, что ему нравится такая бурная реакция на поступки Джека; в защиту персонажа он говорит следующее: «Он спас каждого ребёнка мира! Если вы не способны сделать это, то вы чудовище, честно говоря. Это именно то невероятное решение, принять которое могут только научно-фантастические герои». Когда Джек покидает Землю, играет композиция под названием «Redemption» (рус. Искупление) как бы показывая, что его уход является актом искупления вины.

### Внешний вид и стиль

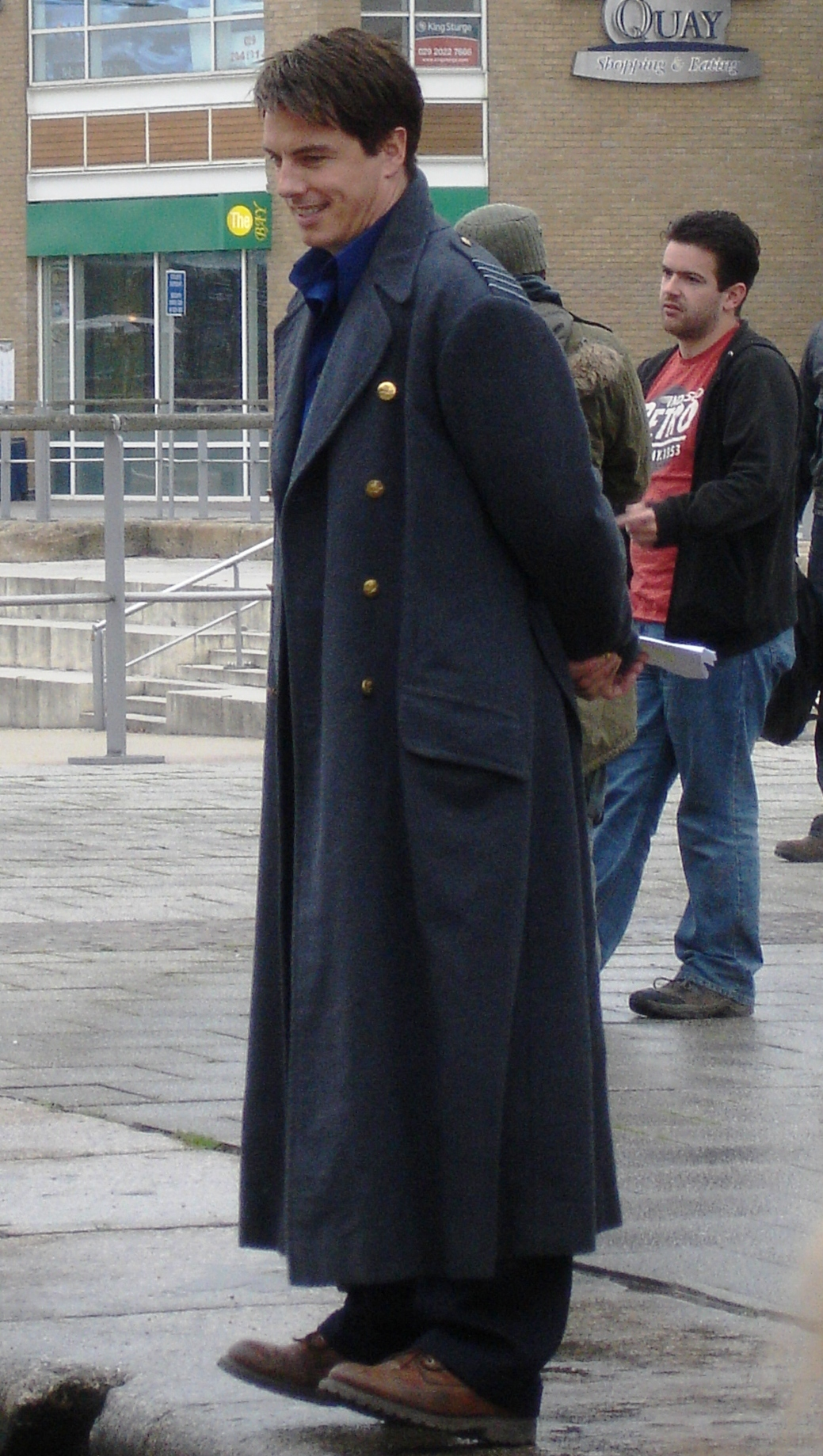
Отличительной чертой внешнего облика капитана Джека стало его серое военное пальто времён Второй мировой

Хотя в течение первых появлений в «Докторе Кто» Джек носил разную одежду, начиная с первого сезона «Торчвуда» он отличается собственным стилем, ставшим «знаковой частью научно-фантастической моды». Почти всегда Джек появляется в сером военном пальто времён Второй мировой войны, чёрных или коричневых брюках, светло-голубых, светло-зелёных или синих рубашках одинакового покроя, надетых поверх белой футболки и бордовых, серых или светло-голубых подтяжках. Иногда его можно увидеть в тканевом жилете с часами на цепочке в левом кармане. Писатель американского журнала Wired высказал мнение о самой популярной детали гардероба Джека — его пальто: «Я думаю, что его многое связывает с пальто, которое он носит. Пальто это круто, это как фески, галстуки-бабочки и ковбойские шляпы. Разница лишь в том, что капитан Джек никогда не говорил, что пальто это круто. Просто это так». Художник по костюмам Сара Гиллан считает именно пальто причиной популярности «Торчвуда» и самого персонажа. Она отмечает, что пальто помогает придать персонажу более мужественный вид и убеждена, что костюм Джека ведет свою собственную речь, «сквозь которую струится костюмированный спектакль и эскапизм кинематографа, последовавшего за эпохой наследия».
Во время появлений Джека в «Докторе Кто», Расселл Ти Дейвис планировал, что одежда Джека будет более соответствовать временному периоду, в котором он находится, в отличие от Доктора, который не меняет свой костюм где бы не находился. Военное пальто появилось у Джека во время эпизодов, действие которых происходит во время Второй мировой войны, но уже в серии «Шумный город» он появляется в более современных джинсах, а в последующих двух сериях — чёрном кожаном жилете. Дейвис признал это не лучшей идеей и решил, что Джек «никогда не выглядел лучше, чем когда был одет в свою одежду времён Второй мировой». В пилотной серии «Торчвуда» Харкнесс снова надел военную форму 40-х годов, в том числе длинное шерстяное офицерское пальто. Художник по костюмам Рэй Холман в интервью журналу Torchwood Magazine заявил, что они всегда хотели сохранить для него образ героя Второй мировой. Из-за того, что герою пришлось много бегать, Холман изменил пальто полковника британской авиации из «Доктора Кто» на более облегчённый вариант, чтобы дать Джеку возможность быть более маневренным. Другие детали гардероба Джека — рубашки, подтяжки — не являются военной формой. Холман также рассказал, что на съёмках используются пять пальто для капитана Джека; в большинстве сцен появляется обычная, «геройская версия», иногда используется вариант с камзолом, сделанным с предварительной усадкой ткани и немного укороченный вариант, чтобы избежать задевания ботинками во время бега. Два «трюковых пальто» в пилотном эпизоде были «геройским пальто». Дейвис считает, что пальто является той деталью, которая заставляет Джека чувствовать себя самим собой. Джули Гарднер описывает его как «героическое, классическое и драматическое».
Для «Дня чуда» Дейвис привлёк нового художника по костюмам Шону Терпик, ранее работавшую над телесериалами «Светлячок» и «Кукольный дом» с целью создать новый дизайн пальто, более подходящий для тёплого климата Лос-Анджелеса, в то время как на съёмках в Уэльсе Бэрроумен носил гораздо более тёплую одежду. Новое пальто было сшито на заказ итальянскими дизайнерами и сделано из кашемира, шерсти и хлопка. По словам Терпик, она поставила цель сделать пальто более современным, но оставить драпировку и схожесть с плащом при ходьбе. Терпик ранее работала над похожим проектом, занимаясь пошивом пальто для капитана Малькольма Рейнольдса в исполнении Нейтана Филлиона в «Светлячке». Журналист Морин Райан оценила обновлённый дизайн новой верхней одежды Джека, отметив, что она «значительно улучшилась».

### Лицо Бо
В сцене эпизода «Последний Повелитель времени» сценарист Расселл Ти Дейвис намекнул, что таинственное существо по имени Лицо Бо и есть Джек. Эта идея пришла ему в 2007 году, во время работы над сценарием сезона. Лицо Бо представляет собой большое бестелесное лицо в стеклянном резервуаре, появившееся много миллиардов лет назад, по теории, предложенной Дейвисом — как следствие бессмертия и замедленного старения Джека. Лицо Бо трижды появлялся в сериале, впервые — в эпизоде «Конец света» в 2005 году. Бэрроумен рассказал, что он и Дэвид Теннант «подпрыгнули с криком», когда прочли сюжетную линию, связывающую Джека и Лицо Бо. «Это был, пожалуй, самый волнующий момент из тех, что у нас были во время съёмок этой серии» — отмечал Бэрроумен. Изначально Лицо Бо должен был появиться только в эпизоде «Конец света», так как создание персонажа оказалось затратным. Тем не менее, дизайнеру спецэффектов Нейлу Гортону понравилась эта идея и он подтолкнул создателей сериала использовать персонажа в дальнейшем. Дэйвису понравилась работа Гортона, и персонаж появился ещё дважды, а в третьей серии стал ключевым героем. В романе The Stealer of Dreams Джек Харкнесс ссылается на Лицо Бо как на известный образ.
Бэрроумен отмечает, что когда фанаты спрашивают его, является ли Джек Лицом Бо, он отвечает им, что на его взгляд — да, и заявляет, что он и Дейвис считают это правдивым «в [их] маленьком мирке»; в контексте шоу эта связь «не подтверждена». По словам Бэрроумена, вопрос о том, как Джек стал Лицом Бо не имеет значения, это специально покрыто тайной. Бэрроумену нравится, что персонажей что-то связывает, поскольку это означает, что даже несмотря на первоначальное отношение Доктора к Джеку, он доверяет Лицу Бо и одно из воплощений Доктора в конце концов возвращается к нему за советом, что актёр назвал «прекрасным поворотом событий». Тем не менее, идея совершенно точно сделать Джека Лицом Бо не нравится Дейвису, и потому она так и осталась неканоничной, а сам Дейвис отказался от публикации книг и комиксов, в которых оба персонажа были бы окончательно связаны.
Когда во время «Дня чуда» Джек становится смертным, критики снова подняли тему о последствиях такого поворота для потенциального будущего Джека как Лица Бо. Бэрроумен заявил, что вольные правила жанра научной фантастики подразумевают, что Джек всё ещё может стать Лицом Бо даже после «Дня чуда». В отличие от него, Дейвис подчёркивает, что связь Джека и Лица Бо так и осталась гипотезой и присутствовала вероятность, что Джек не выживет после «Дня чуда», добавив: «Вы же знаете, как я люблю убивать людей».
В конце пятого сезона сериала Доктор Кто Ривер Сонг приобрела у персонажа по имени Дориум Малдовар манипулятор временной воронки, как он выразился «С руки бравого агента времени». Впоследствии Малдовар был замечен в связи с Безголовыми монахами. Отсюда у фанатов появилась гипотеза о том, что этим самым агентом может быть Джек Харкнесс, которого поймали и обезглавили. Так, возможно, он и стал Лицом Бо.".

## Отношения

### Отношения с Йанто

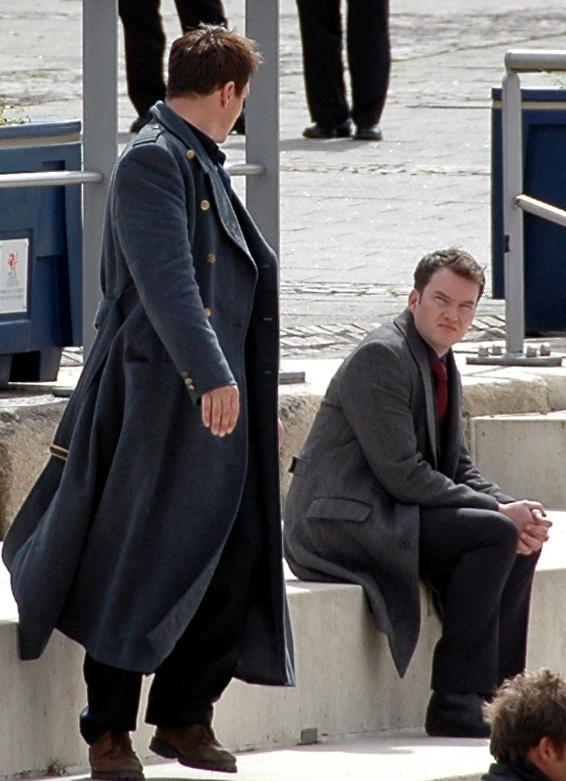
Джон Бэрроумен и Гарет Дэвид-Ллойд во время съёмок 3 сезона «Торчвуда» в Кардиффе

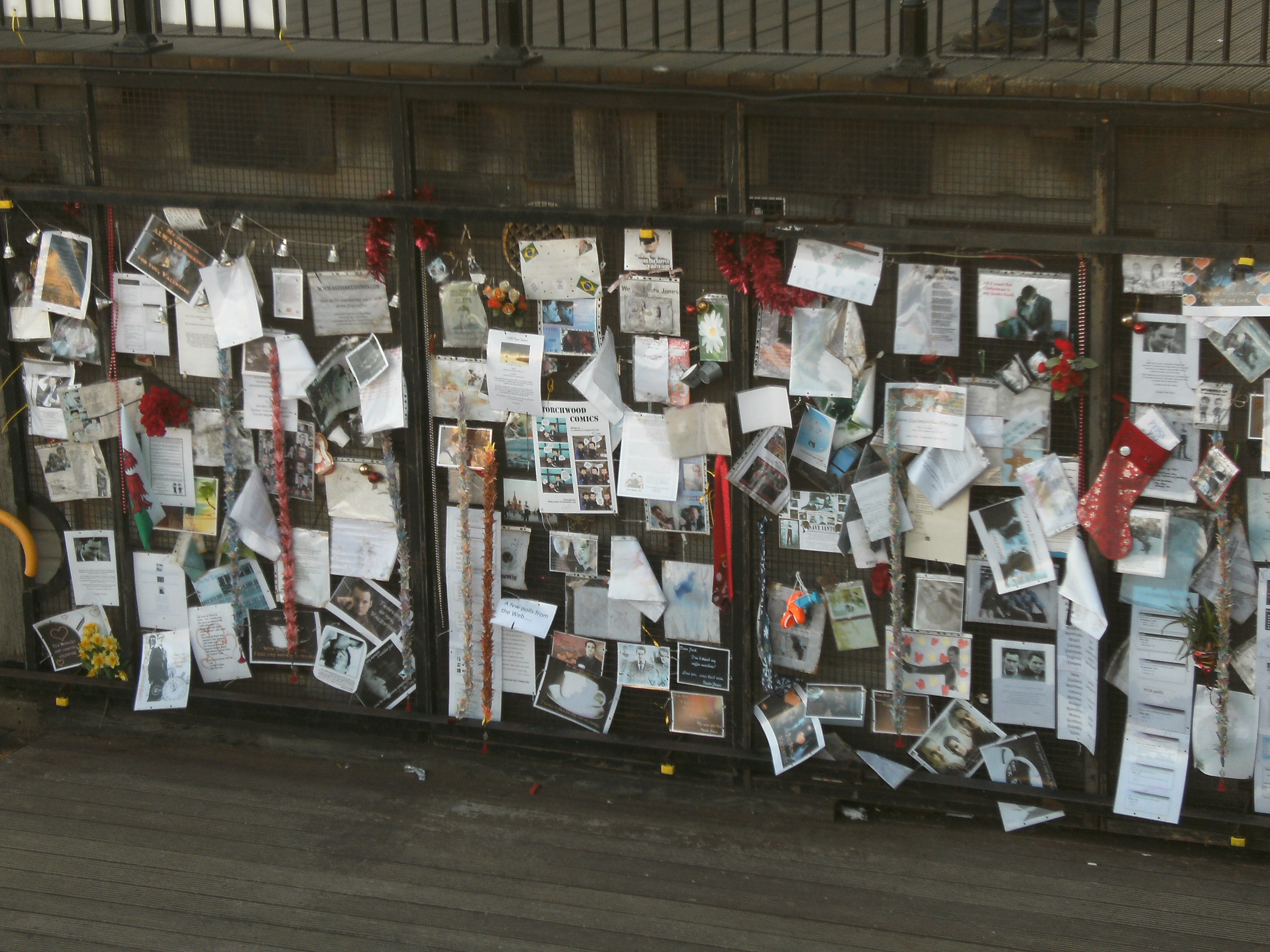
Мемориальная стена Йанто Джонса (по состоянию на апрель 2010 года) в Кардифф Бэй, неподалёку от места, играющего в сериале роль штаба Торчвуда-3. Многие пометки и пожелания, оставленные поклонниками, посвящены отношениями Джека и Йанто, причём среди них присутствуют как положительные, так и отрицательные высказывания

В интервью Doctor Who Magazine Бэрроумен назвал влюблённость Джека в Йанто «сладострастной» и объяснил: «Я не думаю, что он остепенится с Йанто. Он мог бы, но пусть Йанто знает, что он [Джек] должен поиграть на стороне». Во втором сезоне «Торчвуда» Джек приглашает Йанто на свидание когда узнаёт, что Гвен помолвлена. Во время дискуссионной пресс-конференции с поклонниками на фестивале San Diego Comic-Con International Джон Бэрроумен и Гарет Дэвид-Ллойд подтвердили, что Йанто встречается с Джеком и их отношения выявили в последнем возможность сопереживания и помогли «вернуть его на землю». Бэрроумен также добавил, что Йанто «раскрывает „человечность“ В Джеке» и «приносит больше… сочувствия, поскольку он на самом деле влюблён в кого-то, и он действительно заботится о ком-то, что делает его тёплым по отношению к другим людям и делает его более открытым». В том же интервью, Гарет Дэвид-Ллойд высказал собственное мнение об отношениях своего персонажа и Джека: «Я думаю, Йанто всегда заботился о нём и это действительно является основой шоу». Тем не менее, Стивен Джеймс Уолкер считает отношения Джека и Йанто односторонними; Йанто считает их серьёзными и убеждён, что они с Джеком связаны обязательством, в то время, как сам Джек не чувствует того же. Однако Уолкер считает, что во время танца с Гвен в эпизоде «Кое-что взаймы», Джек приравнял свои отношения с Йанто к чему-то большему, чем просто «развлечению». В книге The House that Jack Built присутствует сцена, где Йанто делится с Гвен мыслями о том, что Джеку он нужен «просто, чтобы заняться сексом», хотя и узнаёт, что для него отношения — нечто большее. Позже в той же книге он называет себя «бойфрендом» Джека. Когда Йанто выражает ту же неуверенность в отношении Джека в радио-спектакле The Dead Line, действие которого происходите незадолго до «Детей Земли», Джек отвечает ему «Ты никогда не будешь просто всплеском во времени, Йанто Джонс. Не для меня».
Как только отношения Джека и Йанто начали развиваться в серьёзном направлении, Йанто погибает в «Детях Земли». В то время как некоторые поклонники чувствовали себя «обманутыми», поскольку не увидели дальнейшего развития отношений, Дейвис, делая следующее заявление: «Вы скорбите обо всём, чем они могли стать. Обо всем, чего вы от них ожидали». Он объяснил, что трагичность смерти Йанто была необходима, чтобы Джек был достаточно травмирован и был готов пожертвовать своим внуком. Гарет Дэвид-Ллойд считает, что отсутствие развязки в сюжетной линии отношений Джека и Йанто является «частью трагедии». По мнению Линнет Портер смерть Йанто была задумана в качестве переломного момента, после которого Джек теряет свою продуктивность как герой. В первое время Джек теряет контроль и сдаётся; спустя несколько месяцев он оставляет Землю и свою роль героя. Некоторые поклонники выразили недовольство сценой смерти Йанто, а некоторые даже обвиняли сценаристов в сознательном саботировании потенциальных отношений персонажей. В Кардиффе, на месте съёмок «Торчвуда» появилась целая «мемориальная стена» Йанто Джонса, во многом посвящённая их с Джеком отношениям. В эпизоде «Конец времени», уже после смерти Йанто, Доктор подталкивает Джека к знакомству с молодым офицером по имени Алонсо, намекая на новый романтический интерес. Такой ход снова вызвал недовольство поклонников Йанто, а ЛГБТ-сайт GayNZ.com сравнил ситуацию с реакцией поклонников Баффи на отношения Уиллоу и Кеннеди в седьмом сезоне сериала, после того, как в предыдущем сезоне погибает её бывшая девушка, Тара.
Уже после своей смерти, Йанто появился в аудио-спектакле The House of the Dead в 2011 году. Джек встретил призрак Йанто в Уэльсе и между героями произошло окончательное прощание. Скорбя по Йанто, Джек хочет остаться внутри кардиффского временного разлома навсегда, когда тот закрывается. Джек пытается забрать с собой Йанто, но тот выталкивает Джека, а сам навсегда закрывает разлом. Прощаясь, оба в первый и последний раз признаются друг другу в любви.

### Отношения с другими
Он всегда теряет их. Он переживёт их. Они умирают. Он смотрит, как они стареют. Это беспокоит его в первом сезоне [Торчвуда], но теперь он смирился с этим, так что теперь, я думаю, он просто спит со всеми вокруг!
В интервью 2007 года актриса Ив Майлс, которая играет в «Торчвуде» роль Гвен Купер, описывая отношения её персонажа с Джеком, отмечает, что между ними присутствует «ощущение любви» и намёки на ожидаемые отношения будут иметь место . Тем не менее, Бэрроумен считает, что если бы Джек был вместе с Гвен, ему бы пришлось полностью отдать себя ей. Джек не сделает какого-либо серьёзного шага потому, что даже если Гвен позволит ему заигрывать с кем угодно, он не может посвятить себя моногамным отношениям. В первой серии второго сезона «Торчвуда» Джек говорит Гвен, что она является той причиной, по которой он вернулся в Кардифф. Позже в том же эпизоде, узнав, что она помолвлена со своим молодым человеком Рисом (Кай Оуэн), Джек приглашает Йанто «куда-нибудь», что тот интерпретирует как свидание. Дэвид-Ллойд считает, что для Джека «существуют два вида любви» и он испытывает к Йанто и Гвен разные чувства. По мнению Линнет Портер, одна из причин, по которой Джек покинул Землю в финале «Детей Земли» — идеализация Джека со стороны Гвен, которая настолько велика, что Джек не может видеть её после смерти Йанто. Гвен считает себя достаточной причиной, чтобы Джек остался, но он после случившихся событий считает себя недостойным быть для кого-то героем. Он чувствует свою ответственность за гибель многих, в том числе возлюбленного и внука, и хочет бежать. В пресс-релизе четвёртого сезона «Торчвуда» говорится, что Джек вернулся на Землю из-за «невысказанных чувств».
Обсуждая вопрос, сможет ли Джек когда-нибудь найти для себя «единственного», Джон Бэрроумен отвечает отрицательно и добавляет, что Джек «любит всех и его любовь к каждому человеку отличается» . По его мнению, Джек скрывает романтические чувства и к Доктору и никогда не позволит ему узнать об этом, а также к напарице Доктора и своей подруге Марте Джонс, восхищаясь её «упорством» и желанием «слегка поскандалить с ним». Любовь Джека к Тосико и Оуэну Бэрроумен называет «отеческой»: «Он как бы направляет их. Вот почему потеря их стала настолько разрушительной для него» . В серии «Поцелуй навылет» впервые появляется бывший компаньон Джека, капитан Джон Харт. Сценарист серии, Крис Чибнелл, намеревался сделать из Джона подходящего врага, такого, кто смог бы подвергнуть Джека испытанию, оттолкнуть его, и тем самым открыть какую-либо часть характера Джека. Используя капитана Джона в качестве противоположности Джеку с целью выявить какие-либо качества последнего, Чибнелл попытался показать путь, которым Джек мог бы пойти, и возможно, которого придерживался некоторое время, и подчеркнул, что персонаж, поработав с Доктором и в Торчвуде, принял сознательное решение отойти от такого поведения.
Писатели Глайн Дэвис и Гэри Нидэм в своей книге Queer TV обсуждая роль Джека в Торчвуде, высказывают мнение, что он определяет себя чем-то помимо своей сексуальной ориентации. Хотя гей-тема проходит в Торчвуде красной нитью, они добавляют, что «именно при помощи персонажа капитана Джека у „Торчвуда“ получается черпать свою необычность». Обсуждая недолгий роман Джека со своим тёзкой, настоящим Джеком Харкнессом, у которого он позже заимствовал своё имя, писатели отмечают, что оба капитана Джека носят одинаковые имена и весьма схожи внешне, и потому это буквально подчёркивает гомосексуальность обстановки и, из-за перемещения во времени, говорит о старых клише, что гомосексуализм — это любовь за то, что кто-то такой же, как ты . Других отношения Джека, которые были описаны или упомянуты в сериалах и книгах, включают его романы с Эстель Коул, герцогиней Элеонорой, Стеллой Кортни, а также неназванной бывшей женой из женщин, и отношения с Грегом Бишопом и Анджело Коласанто из мужчин.
Описывая картину отношений Джека на протяжении сериалов, Дэвис и Нидхэм сделали вывод, что «в то время, как предметом вожделения капитана Джека являются и мужчины, и женщины, большая часть долгосрочных любовных связей и экранных поцелуев осуществляется, в основном, с мужчинами в прошлом и настоящем». Сам Дэвис сетует, что сложившаяся ситуация — один из подводных каменей работы с бисексуальными персонажами. Говоря о постмодернистском отношении шоу к бисексуальности, а точнее к тому, что Расселл Ти Дейвис называет «общесексуальностью», Дэвис и Нидхэм считают, что Джека слегка задевает определение квир-сексуальности, и потому он является противником какой-либо классификации, основанной на сексуальной ориентации. Ряд комментариев были высказаны ими и в адрес подтекстов нескольких эпизодов, таких как скачок в 1940-е и недолгая романтическая история гей-любви в серии «Капитан Джек Харкнесс», и, как часть этого вопроса, актуальность постановки путешествующим во времени Джеком Харкнессом вопроса о запретности привлекательности геев в том медиа-пространстве, которым стало телевидение после «Горбатой горы». Писатель Фил Викхэм в своей книге Understanding TV Texts полагает, что Джек явным образом «выдвигается на передний план» со своей «наглой бисексуальностью», «что мы должны ожидать [от Расселла Ти Дейвиса] как зрители его работы». Поклонники выразили опасения, что американизированный четвёртый сезон сериала больше не будет показывать бисексуальность Джека, но на все вопросы Дэвис ответил, что и мужские, и женские интересы Джека будут иметь место.

## Отзывы и популярность
Уже после первого появления капитана Джека в первом сезоне нового «Доктора Кто», популярность персонажа взлетела настолько, что Расселл Ти Дейвис и Джули Гарднер приняли решение о создании спин-оффа «Торчвуд», большей частью сосредоточенного на Джеке. За свою роль в эпизоде «Всё меняется» Бэрроумен в 2007 году был номинирован в категории «Лучшая мужская роль» премии BAFTA Cymru; трижды (в 2007, 2008 и 2010 году) за роль получал номинацию в той же категории на вручении премии TV Choice Awards. Капитан Джек занял 9 строчку в списке «Десяти самых загадочных персонажей телевидения» по версии TV Squad, вместе с десятым Доктором, занявшим 3 место. За роль в «Дне чуда» номинировался National Television Awards в 2012 году, но уступил так же номинированному одиннадцатому Доктору Мэтту Смиту. Джон Бэрроумен, который сам является открытым геем, три года подряд (2007,2008 и 2009) входил в список самых влиятельных геев и лесбиянок Великобритании, составленный Independent on Sunday, которые отмечали, что этому во многом способствовал успеха сыгранного им капитана Джека Харкнесса.
Капитан Джек стал узнаваемой частью британской поп-культуры, объектом подражания молодых гомосексуалов Великобритании, объектом пародии и сатиры, а также часто считается одним из лучших спутников Доктора. Персонаж был спародирован в нескольких выпусках комедийного телешоу Dead Ringers, где его сыграл Джон Калшоу. Калшоу обращал внимание на бисексуальность Джека, его выделяющуюся откровенность и мелодраматический образ в «Торчвуде». Австорству комика Верити Стоба принадлежит Under Torch Wood — пародия на первый сезон «Торчвуда», написанная в стиле радиоспектакля Дилана Томаса «Под сенью молочного леса». Сторб описал Джека как «the insomniac bicon; snug as a hobbit, pretty as a choirboy, immortal as carbon dioxide, wooden as a horse».
Несмотря на общее положительное впечатление от персонажа, вездесущность Бэрроумена стала и объектом негативной критики. В своей рецензии на «Детей Земли», обозреватель Daily Mirror Джим Шелли писал: «В отличие от Доктора в исполнении Теннанта, бесконечные появления Бэрроумена в бессмыслице типа Tonight’s the Night, The Kids Are All Right и Any Dream Will Do выглядят настолько показными, что таинственность и внеземная природа капитана Джека находятся на уровне хлопьев Weetabix и раздражает он в два раза сильнее. Как актёр он, в отличие от Дэвида Теннанта, недостаточно хорош». Тележурналист Чарли Брукер в своей программе Screenwipe от 22 декабря 2009 года негативно отозвался о игре Бэрроумена: «Конечно, Харкнесс — человек-загадка. Нельзя узнать, о чём он думает, просто взглянув в его лицо. Как бы Барроумен ни старался».
Персонаж узнаваем и за пределами Великобритании, во многом благодаря четвёртому сезону «Торчвуда», который был снят совместно с США. В посвящённом Хэллоуину эпизоде американского телесериала «Рыцарь дорог» персонаж Билли Моргана (Пол Кэмпбелл) переодевается в капитана Джека, называя его «путешествующим во времени бисексуалом». Джек представляет собой некий архетип, на основе которого создаются и другие персонажи. Автор комиксов Питэр Дэвид отмечает, что Джек Харкнесс отчасти повлиял на созданного им супергероя Marvel Comics по имени Shatterstar. В 2009 году на телешоу Джона Бэрроумена под названием Tonight’s the Night был показан специально написанный Расселлом Ти Дейвисом юмористический скетч по мотивам «Доктора Кто». Бэрроумен в образе своего персонажа на борту ТАРДИС, сталкивается с пришельцем, утверждающим, что он Доктор. Кроме того, Джек был выпущен в качестве коллекционных фигурок в линиях по мотивам «Торчвуда» и «Доктора Кто», что по словам Бэрроумена, было его «давней мечтой».
В СМИ Джека называют «первым открыто гомосексуальным компаньоном Доктора» и «первоклассным бисексуалом». Его популярность во многом результат успешного представления широкой публике бисексуального мужчины в научной фантастике, перед которым не стоит вопрос сексуальности. Обыденность, с которой ориентация Джека рассматривается в «Докторе Кто», стала частью политического заявления о изменении взгляда общества на гомосексуальность. Именно ярко выраженная свобода сексуальных предпочтений капитана Джека способствовала росту его популярности . Вместо традиционных ярлыков, к Джеку применяются термины «пансексуальный» и «общесексуальный». В эпизоде «Пути расходятся» Джек, прощаясь, целует Розу и девятого Доктора, что стало первым открытым однополым поцелуем в истории сериала. Несмотря на смелость введения в сюжет первого гей-, лесби- или бисексуального персонажа, это не вызвало крупного резонанса в отношении самого капитана Джека, хотя определённые разногласия на этот счёт присутствуют. Из-за регламента трансляций, некоторые каналы отказались от трансляции «Торчвуда» в прайм-тайме. Channel 4 говорит о Джеке как о положительном примере для молодых гомосексуальных и бисексуальных подростков; в журнале Journal of Bisexuality Мег Баркер отмечает, что «слово [бисексуальность], по-сути, не использовалось в сериале», и хотя Джек и стал одним из достоверно показанных бисексуальных героев на британском телевидении, в его поведении присутствуют некоторые стереотипы, особенно его бросающаяся в глаза неразборчивость в половых связях. В США Джека приводят как пример различий в изображении негетеросексуальных персонажей телевидения Великобритании и Соединённых Штатов.
Посетители американского ЛГБТ-сайта AfterElton.com включили Джека Харкнесса в список десяти лучших гомосексуальных и бисексуальных персонажей на телевидении за всё время, где он уступил ещё одному персонажу Расселла Ти Дейвиса — Брайану Кинни из сериала «Близкие друзья». Джек возглавил список лучших негетеросексуальных персонажей научной фантастики по мнению того же сайта, который похвалил его за постмодернистский подход к вопросам сексуального самоопределения. На After Elton Visibility Awards в 2008 году сайт отметил Джека как лучшего телевизионного персонажа, отметив, что Джек достойно разбавил пантеон гетеросексуальных мужчин и женщин на научно-фантастическом телевидении. «Торчвуд» получил награду как лучшее телевизионное шоу, а Джек и Йанто Джонс были названы лучшей парой с комментарием: «Торчвуд революционен не только из-за того, что создатели осмелились вставить двух открытых бисексуальных (или, в случае с Джеком, общесексуальных) персонажей в ранее священные каноны научной фантастики; кроме того, он представляет бисексуальных персонажей в удивительно прозаичном ключе. Там нет никаких извинений, нет минимизации и морализации, просто хорошая старомодная романтика и приключения».